# Robert D. Hare
Robert D. Hare (* 1934 in Calgary, Alberta, Kanada) ist ein kanadischer Kriminalpsychologe, der vor allem durch seine Checkliste zur Psychopathie bekannt wurde. Er ist emeritierter Professor der University of British Columbia.

## Psychopathy Checklist
Die aus der Psychopathy Checklist (PCL) entwickelte Psychopathy Checklist Revised (PCL-R) nennt folgende Kriterien:
Faktor 1: Persönlichkeit  „Aggressiver Narzissmus“
- Oberflächlicher Charme, gute Konversation
- Überhöhtes Selbstbild
- Krankhaftes Lügen
- Manipulativ
- Unfähig Reue zu empfinden
- Unfähig zu tiefen Gefühlen
- Fehlende Empathie
- Unfähig Verantwortung zu übernehmen

Faktor 2: Fallstudie „Sozial abweichender Lebensstil“
- Schnell gelangweilt, stets auf der Suche nach einem ‚Kick‘
- Lebt gern auf Kosten anderer Leute
- Schlechte Selbstbeherrschung
- Promiskes Sexualverhalten
- Fehlen realistischer langfristiger Ziele
- Impulsivität
- Verantwortungslosigkeit
- Jugendkriminalität
- Frühe Verhaltensprobleme
- Bewährungsversagen

## Bücher
- Psychopathy: Theory and Research (1970), ISBN 0-471-35146-6.
  - Psychopathie und Soziopathie (1978), deutsche Übersetzung, ISBN 3-88074-112-3.
- Without Conscience: The Disturbing World of the Psychopaths Among Us (4. Auflage 1999), ISBN 1-57230-451-0.
  - Gewissenlos – Die Psychopathen unter uns (2005), deutsche Übersetzung, ISBN 978-3-211-25287-1.
- Snakes in Suits: When Psychopaths go to Work (2006), mit Paul Babiak, ISBN 978-0-06-114789-0.
  - Menschenschinder oder Manager – Psychopathen bei der Arbeit (2007), deutsche Übersetzung, ISBN 978-3-446-40992-7.